# Problema di Burnside
Il problema di Burnside, proposto da William Burnside nel 1902, è stato uno dei più vecchi e più influenti problemi di teoria dei gruppi. La formulazione del problema è semplice: se tutti gli elementi di un gruppo finitamente generato hanno ordine finito, allora il gruppo è un gruppo finito?
Il problema ha inoltre altre varianti (limitato e ristretto), che differiscono per delle assunzioni aggiuntive sull'ordine degli elementi del gruppo.

## Storia del problema
I primi lavori portavano a credere che la risposta fosse affermativa. Per esempio, se un gruppo G è generato da m elementi e l'ordine di ogni elemento di G divide 4, allora G è finito. Per di più, A.I. Kostrikin (per il caso p primo) e Efim Zelmanov (in generale) provarono che tra i gruppi finiti di fissati esponente e numero di generatori, ne esiste uno che ha un numero massimo di elementi.
Tuttavia, si scoprì che la risposta al problema è negativa. Nel 1964, Golod e Šafarevič costruirono un gruppo infinito che soddisfaceva le ipotesi di Burnside, senza però assumere che l'ordine di ogni elemento fosse limitato da un certo valore. Nel 1968, Pyotr Novikov e Sergei Adian dimostrarono che il problema era falso anche per ogni esponente dispari maggiore di 4381. Nel 1982, A. Yu. Ol'shanskii trovò alcuni controesempi per esponenti dispari sufficientemente alti (maggiori di 1010) e una dimostrazione molto più semplice basata su idee geometriche.
Il caso di esponenti pari invece fu ben più ostico da risolvere. Nel 1992 S.V.Ivanov annunciò di aver provato la risposta negativa al problema per esponenti pari sufficientemente alti e divisibili per potenze di due molto elevate (i dettagli della dimostrazione furono pubblicati nel 1994 e occupano ben 300 pagine). Successivamente il lavoro congiunto di Ivanov e Ol'shanskii trovò anche soluzione negativa per un problema analogo a quello di Burnside per i gruppi iperbolici, sempre con esponente sufficientemente elevato. Al contrario, per esponenti piccoli, diversi da 2, 3, 4 e 6, si sa ben poco.

## Problema generale di Burnside
Un gruppo G è detto di torsione se ogni elemento ha ordine finito, o in altre parole, se per ogni g in G esiste n tale che gn=1. Ovviamente, ogni gruppo finito è di torsione. Si può provare facilmente che esistono gruppi di torsione infiniti, come ad esempio i gruppi di Prüfer, che però non sono finitamente generati.
Il problema generale di Burnside può essere posto nel modo seguente:
Se G è un gruppo di torsione ed è finitamente generato, allora G è finito?
La risposta a questa domanda è stata dimostrata essere negativa nel 1964 da Golod e Šafarevič, i quali diedero un esempio di p-gruppo infinito e finitamente generato (Teorema di Golod-Šafarevič). Tuttavia, l'ordine degli elementi di questo gruppo non era a priori limitato da una costante.

## Problema limitato di Burnside
Una parte delle difficoltà della risoluzione del problema generale di Burnside è il fatto che le due richieste (essere finitamente generato e di torsione) dicono ben poco sulla struttura del gruppo. Il problema limitato di Burnside è la riformulazione del problema di Burnside per gruppi G che oltre a essere finitamente generati abbiano anche esponente finito, ovvero tali che esista un intero n per cui gn=1 per ogni g.
La formulazione è quindi la seguente:
Se G è un gruppo finitamente generato e di esponente n, allora G è finito?
Si notò che questo problema poteva essere visto come lo studio della finitezza di gruppi appartenenti ad una certa famiglia. Il gruppo libero di Burnside B(m,n) di rango m ed esponente n, è il più grande gruppo generato da m elementi distinti x1,...,xm in cui, per ogni x, xn=1. Più precisamente, la proprietà caratteristica di B(m,n) è che dato un qualsiasi gruppo G con m generatori g1,...,gm ed esponente n, esiste un unico omomorfismo da B(m,n) a G che mappa l'i-esimo generatore xi di B(m,n) nell'i-esimo generatore gi. L'esistenza e l'unicità a meno di isomorfismi del gruppo libero di Burnside si possono dimostrare con tecniche standard di teoria dei gruppi.
Il problema limitato di Burnside può quindi essere riscritto nel modo seguente:
Per quali m,n interi il gruppo libero di Burnside B(m,n) è finito?
La soluzione al problema in questa forma non è conosciuta. Burnside considerò alcuni casi semplici nei suoi lavori:
- Per m=1 e per ogni n, B(1,n) è il gruppo ciclico di ordine n.
- B(m,2) è il prodotto diretto di m copie del gruppo ciclico di ordine 2. Il passo chiave per dimostrare questo è osservare che a2=b2=(ab)2=1 implica ab=ba; quindi ogni gruppo libero di Burnside di esponente 2 è necessariamente abeliano.

Si sa anche che B(m,3), B(m,4) e B(m,6) sono finiti per ogni m. Molti casi rimangono però aperti, primi tra i quali B(2,5) e B(2,8).
Una soluzione parziale del Problema limitato di Burnside fu trovata da Pyotr Novikov e Sergei Adian nel 1968. Usando un complicato argomento combinatoriale, dimostrarono che per ogni numero dispari n, con n maggiore di 4381, esiste un gruppo finitamente generato, finito e di esponente n. Successivamente lo stesso Adian abbassò questo limite a 665. Il caso di esponenti pari si dimostrò essere molto più difficile. Solo nel 1992 S. V. Ivanov fu in grado di giungere ad un risultato analogo: per ogni m > 1 e n ≥ 248, n divisibile per 29, il gruppo B(m,n) è infinito.
Tutti e tre stabilirono inoltre precisi risultati sulla struttura dei gruppi liberi di Burnside. Nel caso di esponente dispari, tutti i sottogruppi finiti sono gruppi ciclici. Nel caso di esponente pari, tutti i sottogruppi finiti sono contenuti nel prodotto di due gruppi diedrali.

## Problema ristretto di Burnside
Il problema ristretto di Burnside, risalente al 1930, è una variante del problema di Burnside, che può essere formulata nel modo seguente:
Se si sa che un gruppo G generato da m elementi e di esponente n è finito, si può concludere che l'ordine di G è limitato da una qualche costante intera dipendente solo da m e n? In altre parole, c'è solo un numero finito di gruppi finiti con m generatori e esponente n, a meno di isomorfismi?
Questa variante del problema di Burnside può anch'essa essere riformulata in termini di un certo tipo di gruppi universali con m generatori e esponente n. Sia M l'intersezione di tutti i sottogruppi di indice finito di B(m,n). Con strumenti della teoria dei gruppi si dimostra che M è un sottogruppo normale di B(m,n). Si definisce a questo punto B0(m,n). Ogni gruppo G con m generatori e esponente n è immagine epimorfa di B0(m,n). Il problema di Burnside ristretto sta quindi nel determinare in quali casi B0(m,n) è finito.
Il caso B0(m,p), con p primo fu risolto da Kostrikin nel 1950, il quale dimostrò che il gruppo è finito per ogni m.
Nel 1956 venne dimostrato che il problema si poteva ricondurre al caso B0(m,pk). La soluzione affermativa fu data da Efim Zelmanov nel 1991, che dimostrò la finitezza di B0(m,n) per ogni m e n. Per questo lavoro egli ricevette la medaglia Fields nel 1994.